# Ädelman mindre 6

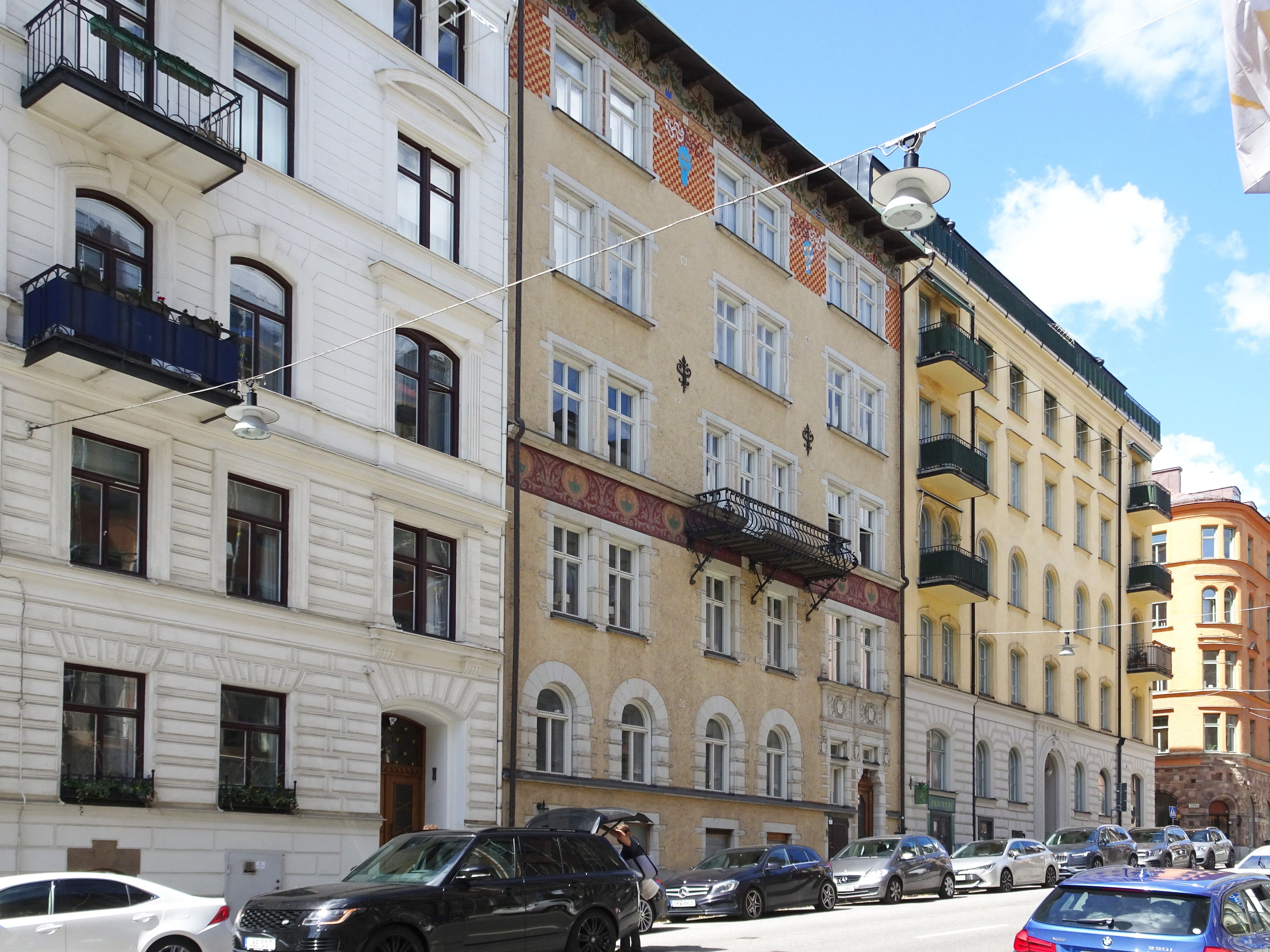
Ädelman mindre 7 (närmast), 6 och 5, juni 2022.

Ädelman mindre 6 är en kulturhistoriskt värdefull bostadsfastighet på kvarteret Ädelman mindre vid Styrmansgatan 7 på Östermalam i Stockholm. Byggnaden uppfördes 1888 efter ritningar av arkitekt Kasper Salin och byggnadsingenjören Carl Widell och är blåmärkt av Stadsmuseet i Stockholm vilket innebär "att bebyggelsen bedöms ha synnerligen höga kulturhistoriska värden".

## Kvarteret
Kvartersnamnet Ädelman större och mindre tros hänga samman med att riksdrots Per Brahe den yngre ägde en tomt i trakten vilket namngav både kvarteret och Grevgatan. Själva kvartersnamnet återfinns redan på Petrus Tillaeus karta från 1733 och stavas där Edelman. Fram till 1880-talet bestod kvarteret Ädelman mindre av tre fastigheter och var bebyggd med några sten- och trähus från 1700- och 1800-talen. Rivning och ny indelning med 13 fastigheter fastställdes på 1880-talets mitt och var en del av Strandvägens nygestaltning. Nuvarande indelning med tio fastigheter bestämdes i den fortfarande gällandes stadsplanen från 1938.

## Byggnadsbeskrivning
| Till vänster fasadritningen från september 1887 och till höger den från december 1887. |  | Till vänster fasadritningen från september 1887 och till höger den från december 1887. |
| Till vänster fasadritningen från september 1887 och till höger den från december 1887. |  |                                                                                        |

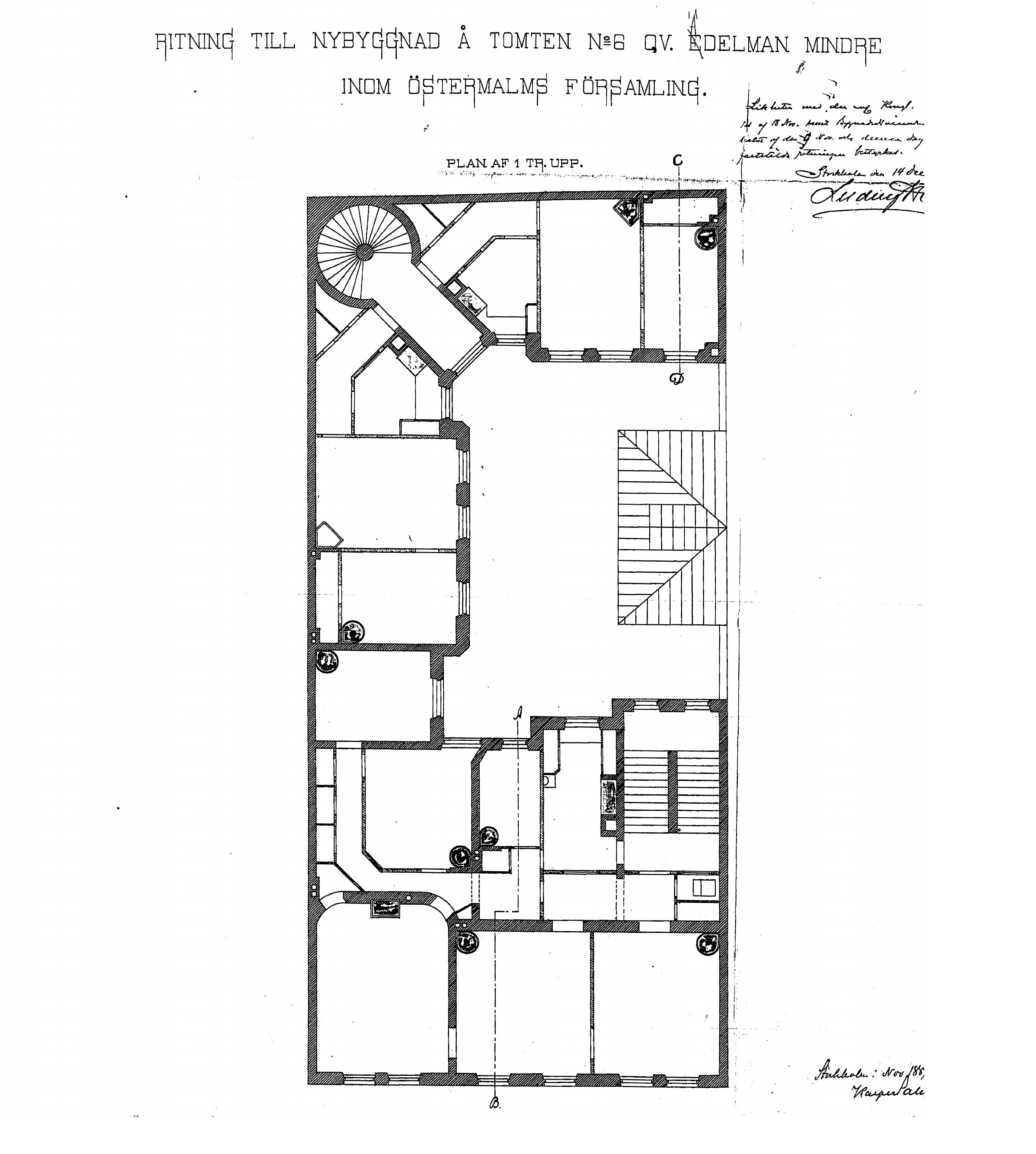
Våning 1 trappa.

Den nybildade fastigheten Ädelman mindre 6 förvärvades 1885 av postvaktmästaren Gustaf Teodor Carlsson. Själv var med sin familj bosatt lite högre upp på Styrmansgatan 24. Byggherre och byggmästare var firman Göransson & Eriksson. Företaget leddes av byggmästarna Johan Göransson och Per Eriksson vilka tillsammans med andra byggmästare eller i egen regi ägde och uppförde flera bostadshus i Stockholm.
Till arkitekt anlitade de Kasper Salin som tillsammans med byggnadsingenjören Carl Widell ritade huset. Den senare undertecknade bygglovsritningarna. Byggnaden fick fem våningar och hel källare samt vind med lägenhetsförråd. Salin och Widell skapade en ny och för tiden modern typ av fasadgestaltning i spritputs med slätputsade accenter kring fönster och dörrar och inslag av kalksten i lister och rund huvudportalen.
Intressant är en färgglad målad fris under takfoten visande blomstergirlanger och landskapsvapen som fortsätter mellan översta våningens fönster. Ett dekorativt band med flera initialer och årtalet 1888 löper mellan våning två och tre trappor. Två dekorativa ankarslut och en vacker balkong med utsvängt smidesräcke smyckar husets fasad mot gatan. Av tillgängliga ritningar framgår att planlösningen och fasaden hade ett annat utseende på en variant från 28 september 1887 jämförd med den som godkändes av stadsarkitekten Ludvig Hedin den 9 november 1887 och som kom till utförande. Bland annat drogs fönstren ihop till tre grupper, huvudentré och -trappa flyttades till höger och de dekorativa fasadmålningarna tillkom.
Den ursprungliga lägenhetsfördelningen var tre bostäder per våningsplan bestående av en lägenhet om fem rum och kök mot gatan och två om två rum och kök som anordnades i gårdsflygel. Bara den stora lägenheten hade torrtoalett i bostaden, de övriga hänvisades till avträden på bakgården. Det ändrades på 1910-talet när vatten och avlopp drogs in i huset. Någon hiss fanns inte från början, den installerades först på 1930-talet. På 1980-talet inreddes vinden med ytterligare bostäder.

### Bilder

Fasaddetaljer
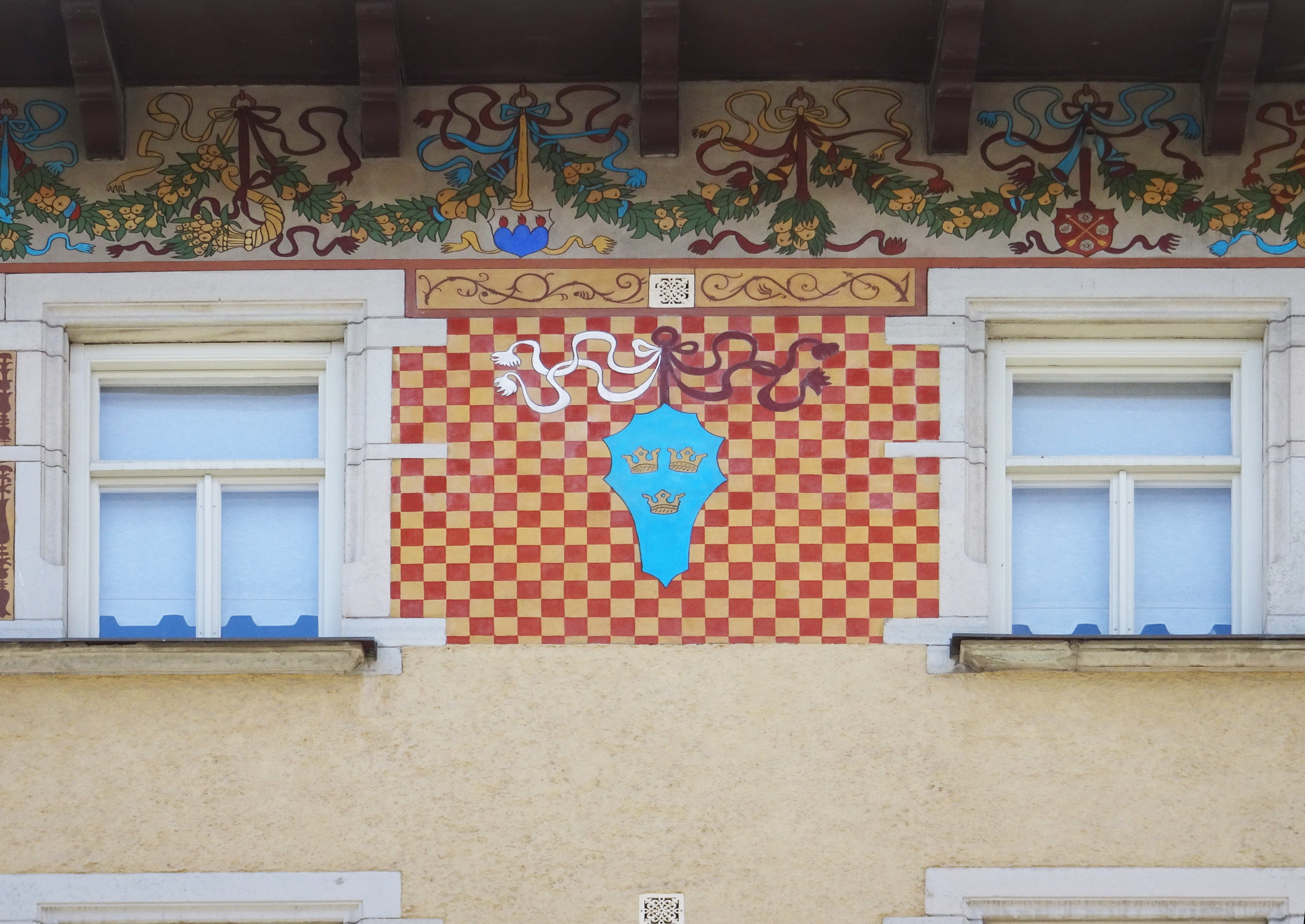
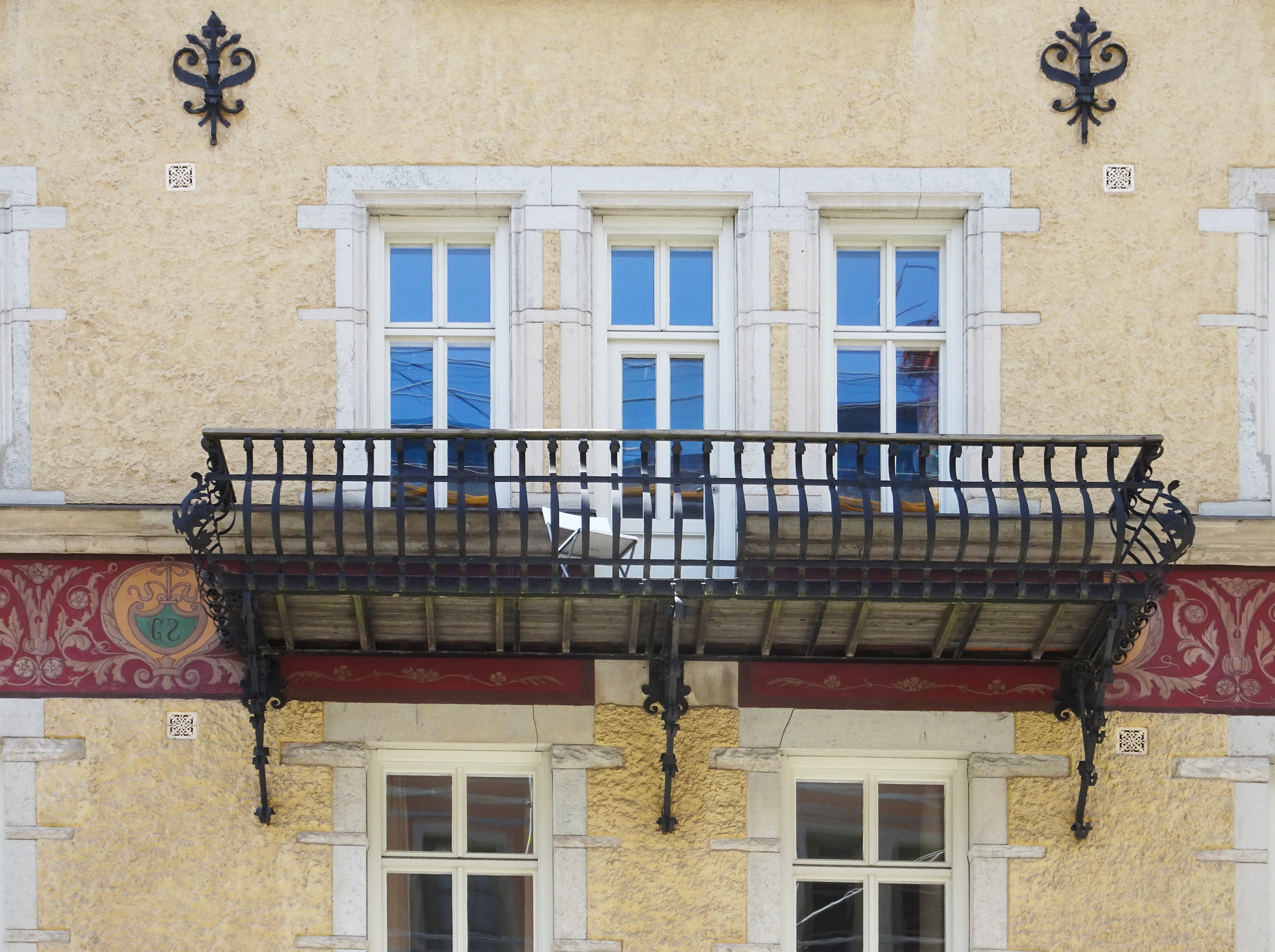
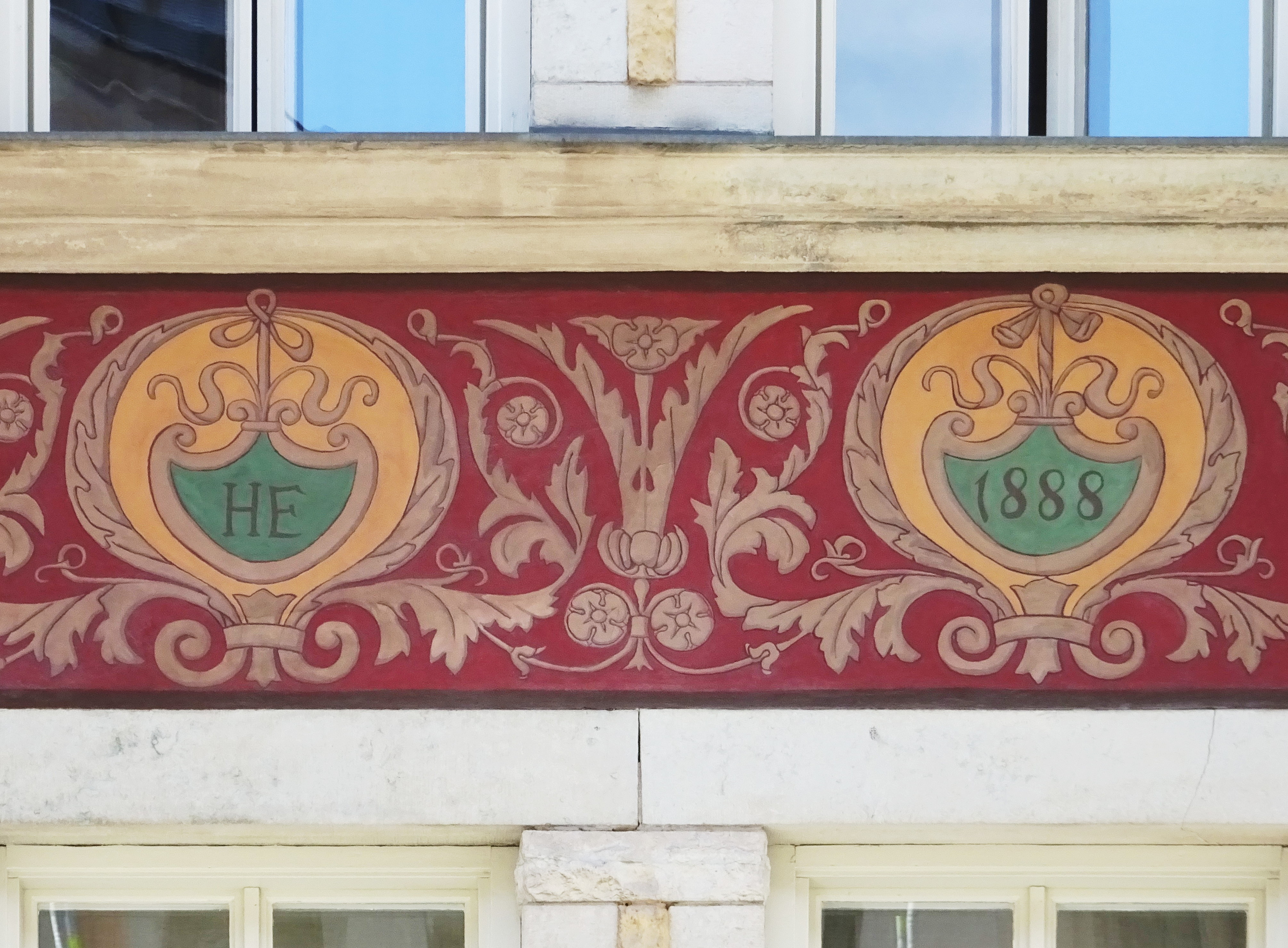
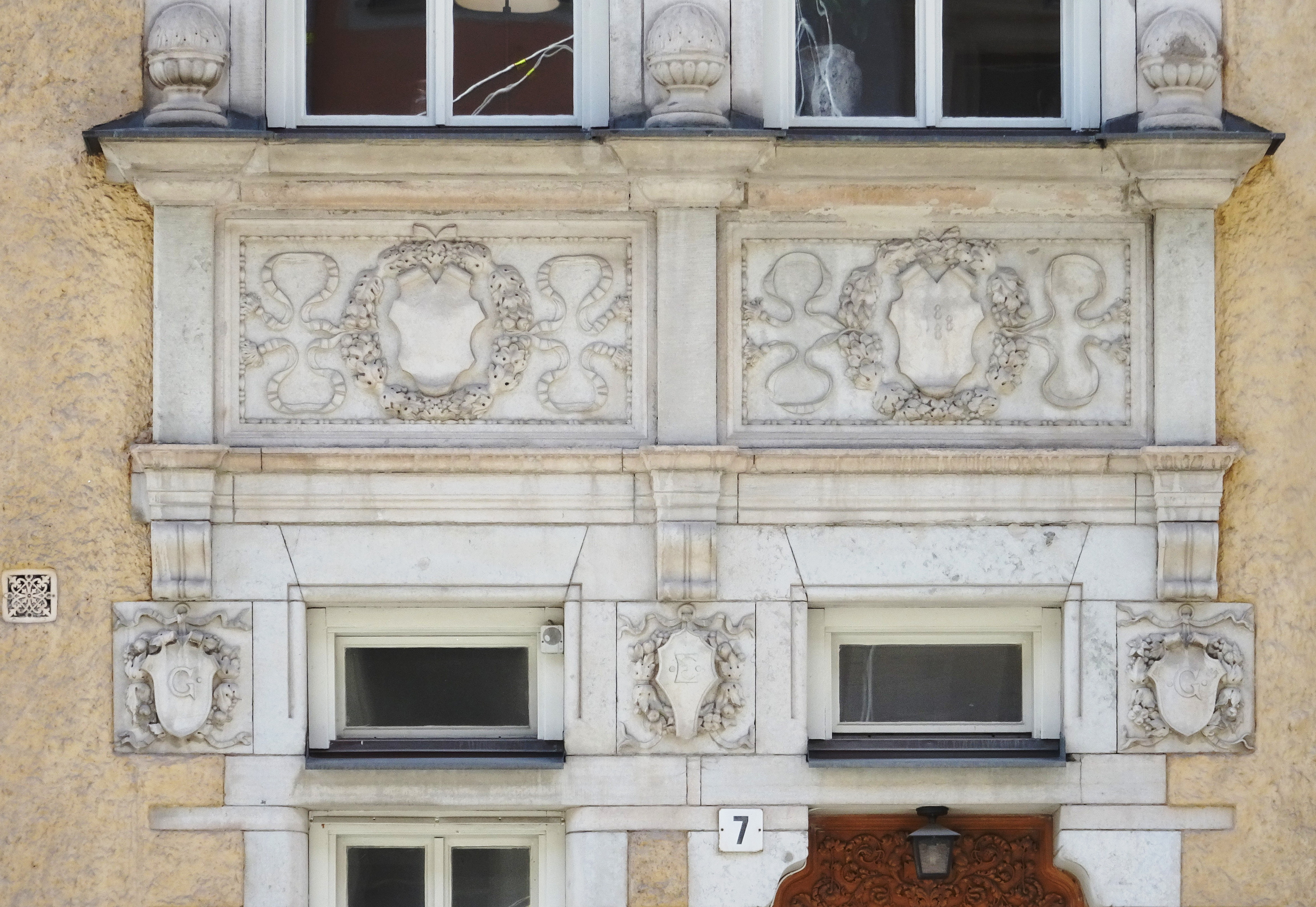
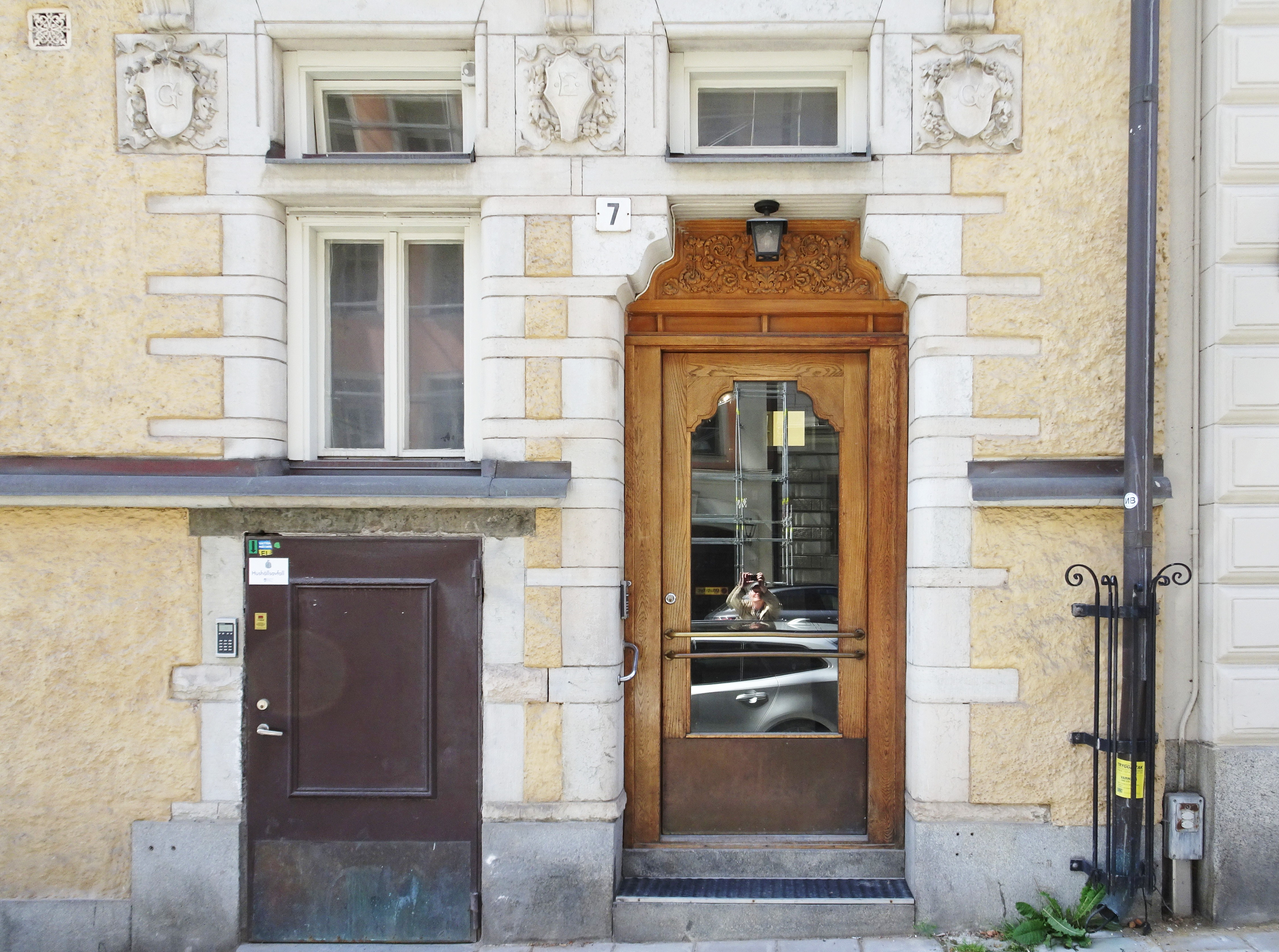

## Ägare
År 1889 anger Stockholms adresskalender Carl Herman von Stapelmohr (1838-1916) som ägare. Han ägde flera hus i Stockholm och på Rindö. Efter dennes död innehades egendomen av hans stärbhus. På 1920-talet ägdes Ädelman mindre 6 av grosshandlaren G.A. Dahl med hustru. 1982 bildades BRF Ädelman mindre Nr 6 som äger fastighetens 19 bostadsrättslägenheter med storlekar mellan 32 och 186 m². I mars 2022 såldes en lägenhet om fem rum och kök (motsvarande 155 m²) för 20,5 miljoner kronor.